# Natura 2000-område nr. 177 Maribosøerne
Natura 2000-område nr. 177 Maribosøerne    er et Natura 2000-område der består af habitatområde H156 og fuglebeskyttelsesområderne F87 har et areal på    3.894 hektar, hvor hovedparten også er ramsarområde.  Det omfatter de tre af Maribosøerne: Søndersø, Røgbølle Sø og Hejrede Sø mens  Nørresø ikke er en del af Natura 2000-området.
Natura 2000-området ligger   i Vandområdedistrikt II Sjælland  i vandplanomåde  2.5 Smålandsfarvandet.  i Guldborgsund og Lolland kommuner.

## Områdebeskrivelse
Natura 2000-område er specielt udpeget for at beskytte søerne der ligger er i et kuperet bakkelandskab, og er levested for mange fuglearter.  Maribosøerne erbåde  natur- og vildtreservat og er desuden Danmarks eneste Ramsarområde med ferskvand.
Søerne er relativt rene, lavvandede og med omfattende bundvegetation. Der er mange øer,
holme og næs, og søbredden er meget bugtet. Den største bestand i Danmark af den sjældne vandplante stor najade findes her og er udbredt i alle de tre store søer inden for Natura 2000-området. Her
findes også fiskearten pigsmerling. I skovene yngler bl.a. havørn og hvepsevåge, og der forekommer hele ti arter af flagermus, bl.a. bredøret flagermus som er på områdets udpegningsgrundlag.  Skovene består hovedsageligt af elle- og askeskov, som udgør over 6 % af denne naturtype i den kontinentale
biogeografiske region i Danmark.
Siden 1994 har søerne været en del af  Naturpark Maribosøerne. 

## Fredninger
Hovedparten af  Natura 2000-området er omfattet af en  fredning der omfatter  cirka 1.195 hektar, der blev fredet i 1957.